# Universidade de Gana
A Universidade de Gana é a mais antiga e a maior das treze universidades públicas nacionais do Gana. Foi fundada em 1948, na colônia britânica da Costa do Ouro, como o Colégio Universitário da Costa do Ouro, e era originalmente uma faculdade afiliada da Universidade de Londres, que supervisionava seus programas acadêmicos. Após a independência em 1957, o colégio foi renomeado para o University College of Ghana. Ele mudou seu nome novamente para a Universidade de Gana em 1961, quando ganhou o status de universidade completa.
A ênfase original estava nas artes liberais, ciências sociais, direito, ciência básica, agricultura e medicina. No entanto, como parte de um programa nacional de reforma educacional, o currículo da universidade foi ampliado para oferecer mais cursos vocacionais e de base tecnológica, além de treinamento de pós-graduação.

## Historia
A formação da Comissão da África Ocidental, sob a presidência da Walter Elliot foi o que possibilitou o nascimento desta instituição em 1948. A comissão recomendou a criação de faculdades universitárias em associação com a Universidade de Londres, assim o Colégio Universitário da Costa do Ouro foi fundado por uma Portaria em 11 de agosto de 1948 com o objetivo de promover a educação universitária, aprendizado e pesquisa. Isso só foi possível graças à rejeição da primeira recomendação, que afirmava que apenas uma faculdade era viável para toda a África Ocidental Britânica, que seria instalada na Nigéria pelo povo da Costa do Ouro liderado principalmente pelo Dr.J.B. Danquah.

## Estrutura

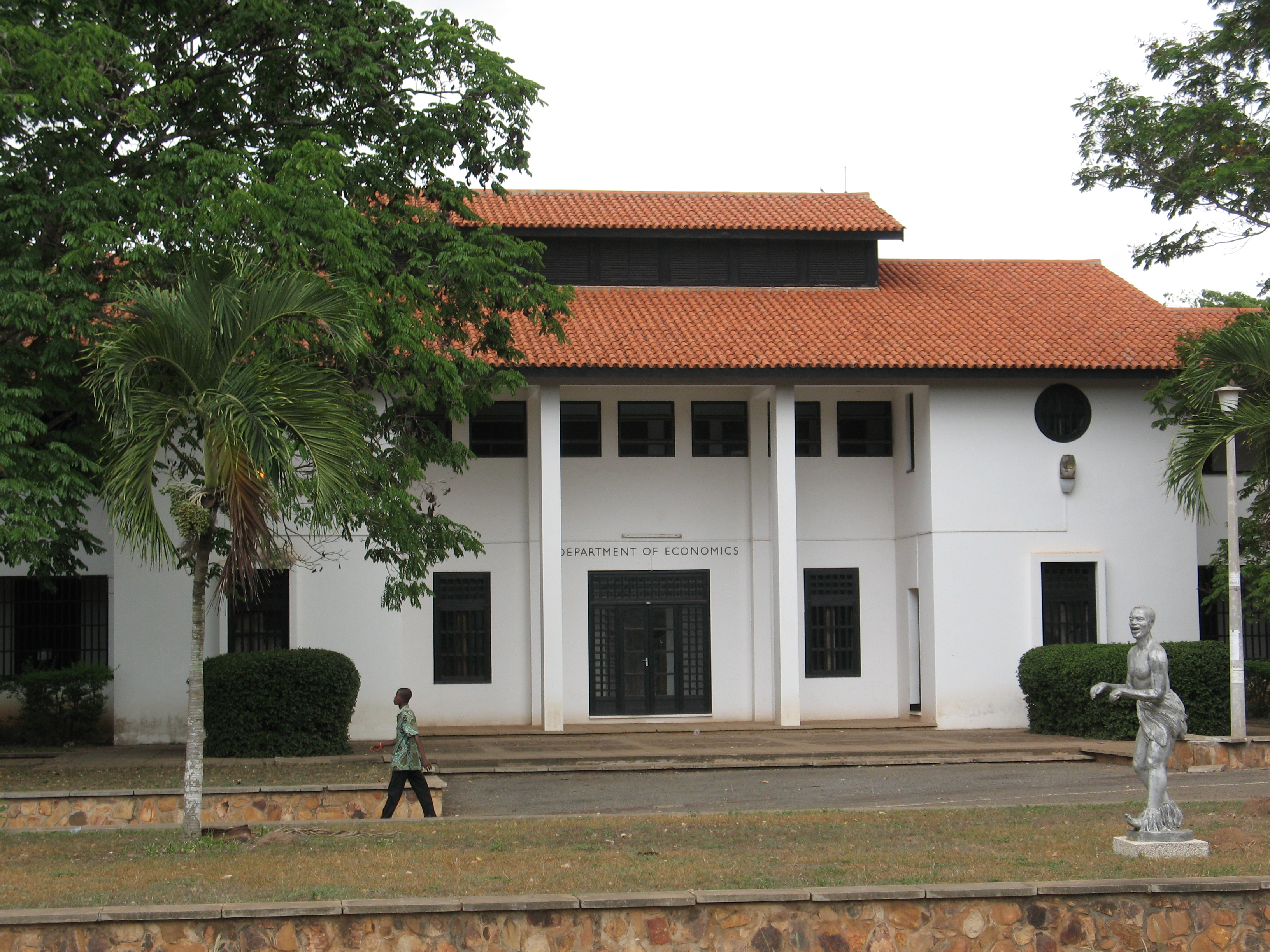
Departamento de Economia da Universidade de Gana

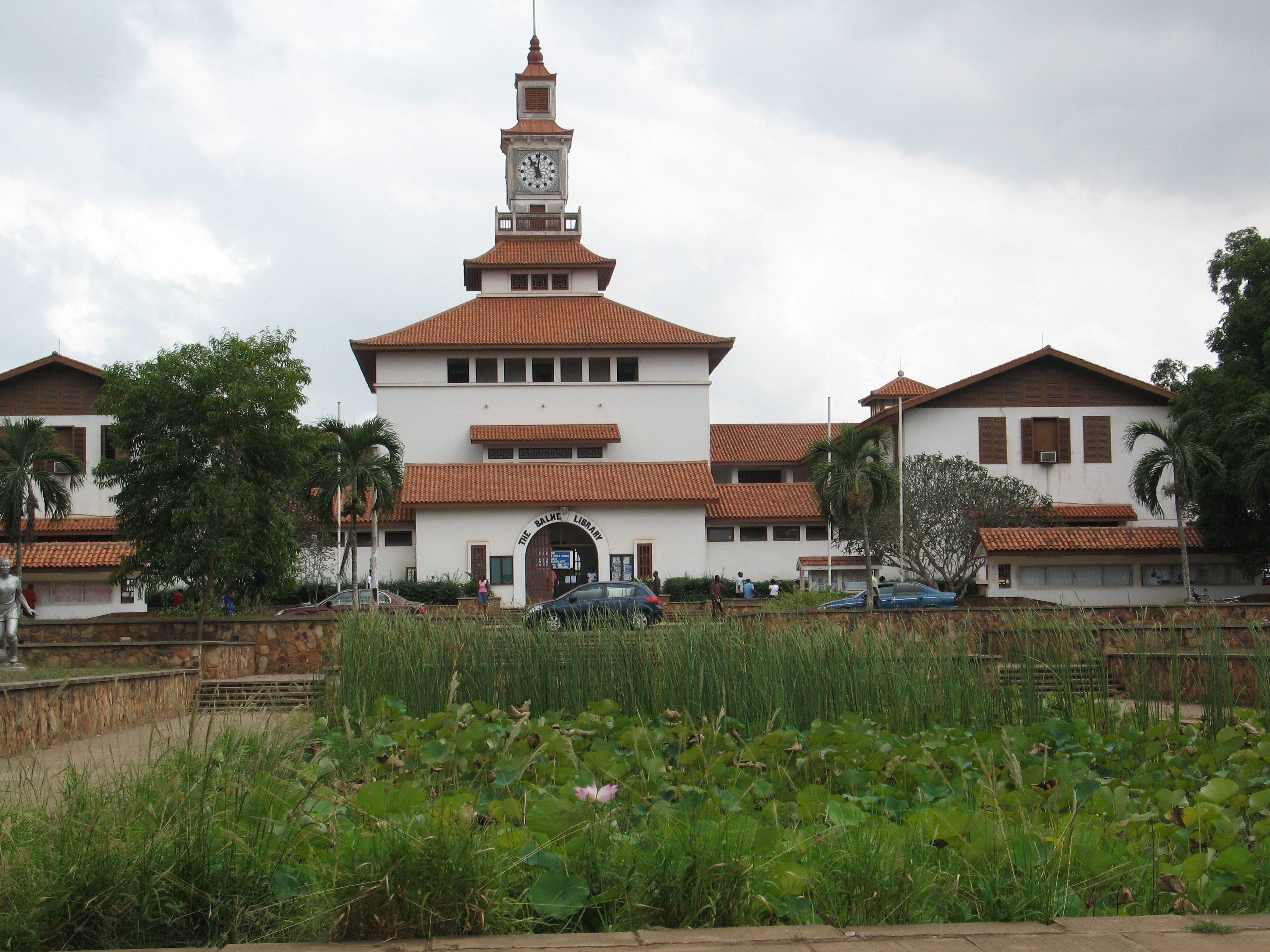
Livraria principal

### Faculdade de Ciências da Saúde
Existem seis escolas e um instituto de pesquisa na Universidade.
- Faculdade de Medicina e Odontologia
- Faculdade de Ciências Biomédicas e Afins
- Escola de Enfermagem, Localizada no campus de Legon.
- Escola de Farmácia
- Escola de Saúde Pública
- Escola de Educação e Liderança
- Instituto Memorial de Pesquisa Médica Noguchi
- Centro Tropical de Farmacologia Clínica e Terapêutica

### Sistema colegiado
A partir de 2014, a Universidade de Gana adotou o sistema colegiado e, assim, categorizou todas as escolas e departamentos em quatro faculdades, que são:
- Faculdade de Ciências Básicas e Aplicadas
- Faculdade de Humanidades
- Colegio de educaçao
- Faculdade de Ciências da Saúde

### Outras faculdades
Existe também outras cinco faculdades adicionais.
- Faculdade de Artes
- Faculdade de Estudos Sociais
- Faculdade de Ciência
- Faculdade de Direito
- Faculdade de Ciências da Engenharia

### Faculdades mantidas em outras regiões
A universidade possui essas instalações nas várias regiões onde administra uma variedade de programas, incluindo cursos de graduação. O Awudome College possui instalações residenciais que permitem cursos de curta duração nos fins de semana e outros períodos de duração.
- Accra Workers 'College, (agora campus da cidade de Accra) Accra
- Faculdade de Trabalhadores Residenciais Awudome, Tsito
- Faculdade de Trabalhadores de Bolgatanga, Bolgatanga
- Faculdade dos Trabalhadores de Cape Coast, Cape Coast
- Faculdade de Trabalhadores de Ho
- Faculdade de Trabalhadores de Koforidua
- Faculdade de Trabalhadores de Kumasi
- Faculdade dos Trabalhadores de Takoradi, Sekondi-Takoradi
- Faculdade de Trabalhadores de Tamale
- Faculdade de Trabalhadores de Tema
- Faculdade dos Trabalhadores de Sunyani
- Wa Workers College

### Albergues

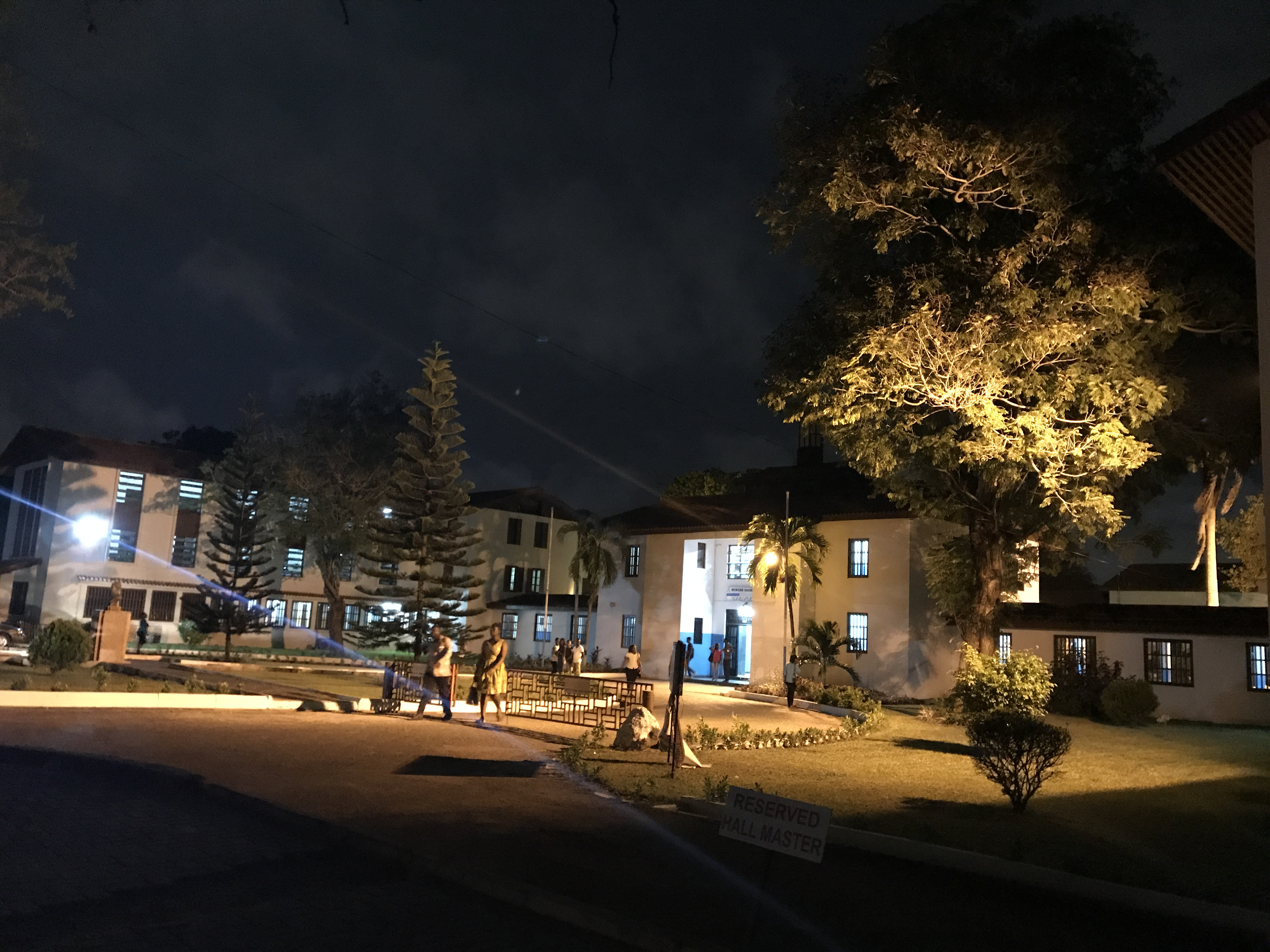
Entrada para Mensah Sarbah Hall, Universidade de Gana

Existem dez albergues universitários: os Albergues para Estudantes Internacionais (I e II), o Valco Trust Hostel, o Commonwealth Hall, o Akuafo Hall, o Mensah Sarbah Hall, o Legon Hall, o Limann Hall, o Kwapong Hall, a Elizabeth Sey Hall e o salão Jean Aka Nelson. Também existem albergues particulares, SSNIT Hostels (Gana Hostels, também conhecidos como Pentágono).

### Serviços bancários, postais e outros serviços
O Ghana Commercial Bank, o Standard Chartered Bank, o Barclays Bank, o Cal Bank, o HFC Bank, o Access Bank, o Stanbic Bank, o Ecobank Ghana e o Prudential Bank possuem filiais no campus de Legon. Existe uma filial do serviço postal nacional (Ghana Post) no campus. Outros bancos têm caixas eletrônicos no campus.

### Admissão na Universidade de Gana
Para admissão na Universidade de Gana, os solicitantes são obrigados a pagar duzentos cedis (GH₵ 200,00) para solicitantes ganenses ou cento e dez dólares (US $ 110,00) para solicitantes estrangeiros.

## Reputação
Em 2018, O ranking mundial de universidades do Times Higher Education classificou a Universidade de Gana na posição 800, entre as 1.000 melhores universidades do mundo, e na posição 17 entre as melhores da África.

## Centros de pesquisa e aprendizagem
Centros de pesquisas mantidos pela Universidade.
- Escola de Ciências Nucleares e Afins
- Centro de Excelência em Pesquisa Global sobre Mudança Ambiental.
- Centro de Análise de Políticas Sociais
- Centro de Sensoriamento Remoto e Sistema de Informações Geográficas
- Centro Legon de Assuntos Internacionais e Diplomacia
- Centro de Migração
- Centro Internacional de Música e Dança Africanas
- Centro de Farmacologia Clínica Tropical e Terapêutica
- Centro de Pesquisa em Biotecnologia
- Centro de Zonas Húmidas Africanas
- Centro de Idiomas
- Centro da África Ocidental para a Melhoria das Culturas
- Centro da África Ocidental para Biologia Celular e Patógenos Infecciosos
- Universidade das Nações Unidas para os Recursos Naturais na África
- Centro de Estudos e Advocacia de Gênero
- Centro Regional de Treinamento para Arquivistas
- Laboratório ecológico
- Jardins Botânicos de Legon
- Herbário de Gana
- Centro de Alimentos Africanos
- Centro de alimentos da África Ocidental
- Centro de Alimentos Internacionais
- Center for Ghana foods
- Centro Regional Africano para treinamento em pós-graduação em ciência de insetos
- Instituto de Estudos Africanos
- Instituto de Pesquisa Estatística, Social e Econômica
- Instituto Regional de Estudos da População
- Instituto de Estudos sobre Meio Ambiente e Saneamento

### Centro de Pesquisa Agrícola de Kade

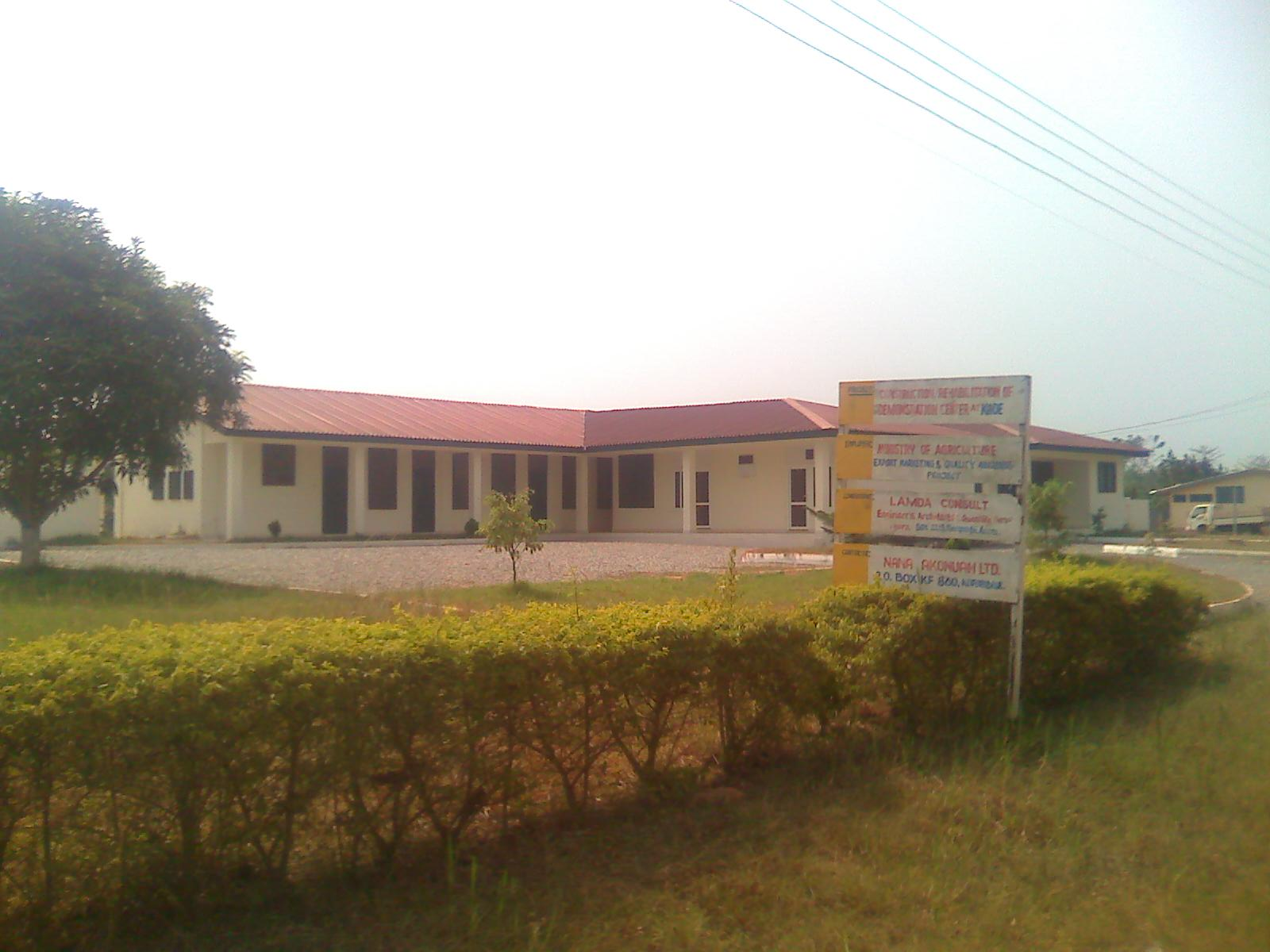
Centro de Pesquisa Agrícola de Kade

A Estação de Pesquisa Agrícola Kade, ou Centro de Pesquisa Agrícola Kade, é um centro de pesquisa agrícola localizado em Kade, na região leste de Gana e faz parte dos Centros de Pesquisa e Aprendizagem da Universidade de Gana. É um dos três centros de pesquisa agrícola da universidade de Gana. O centro de Kade foi fundado em 1957. Abrange uma área de 99,3 hectares e preocupa-se principalmente com a pesquisa de produção de culturas da zona florestal, como citros, bananeira, cocoyam, dendê e borracha, com interesse especial na agronomia das plantas perenes.

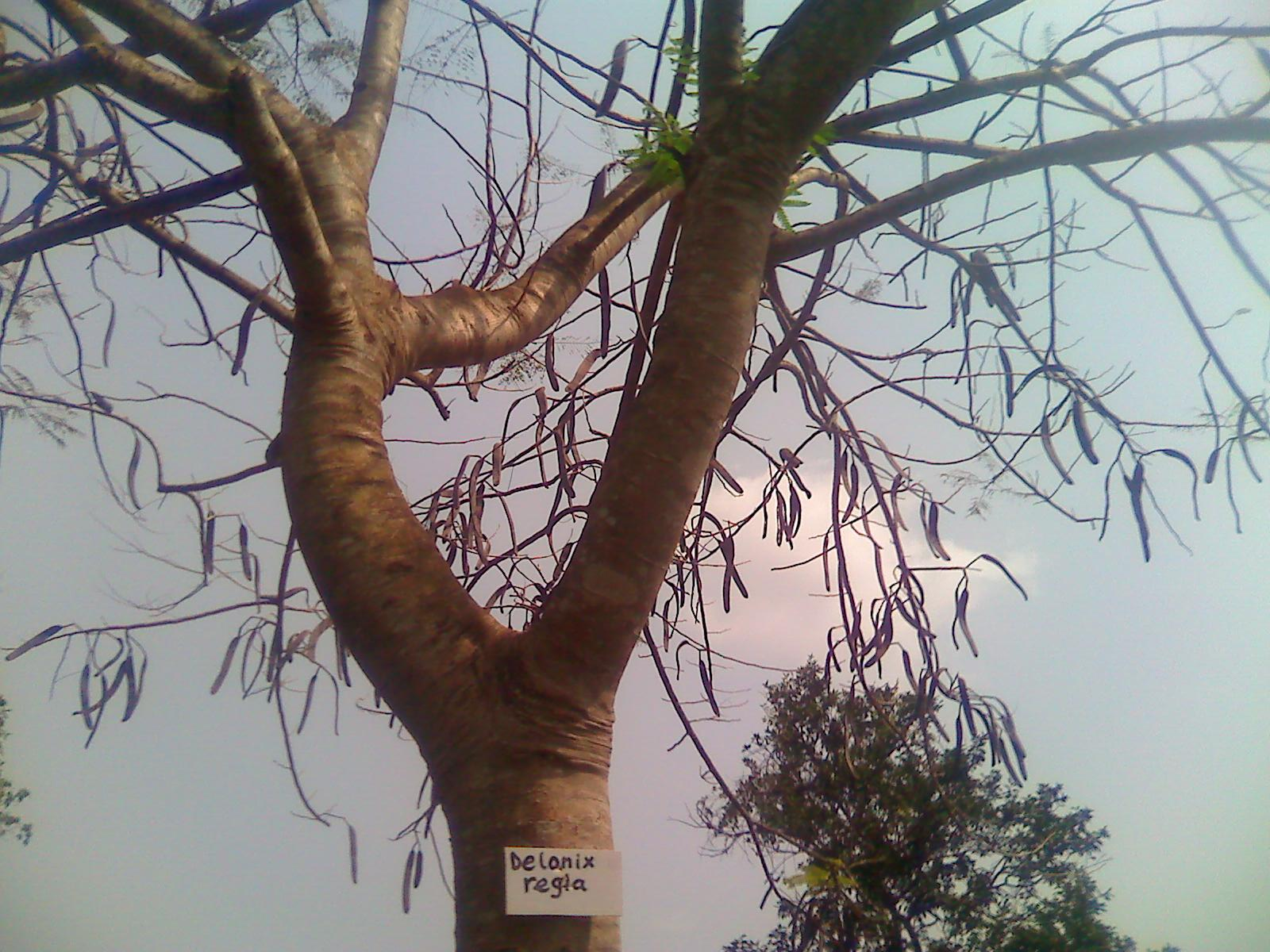
Delonix regia no Centro Agrícola de Kade
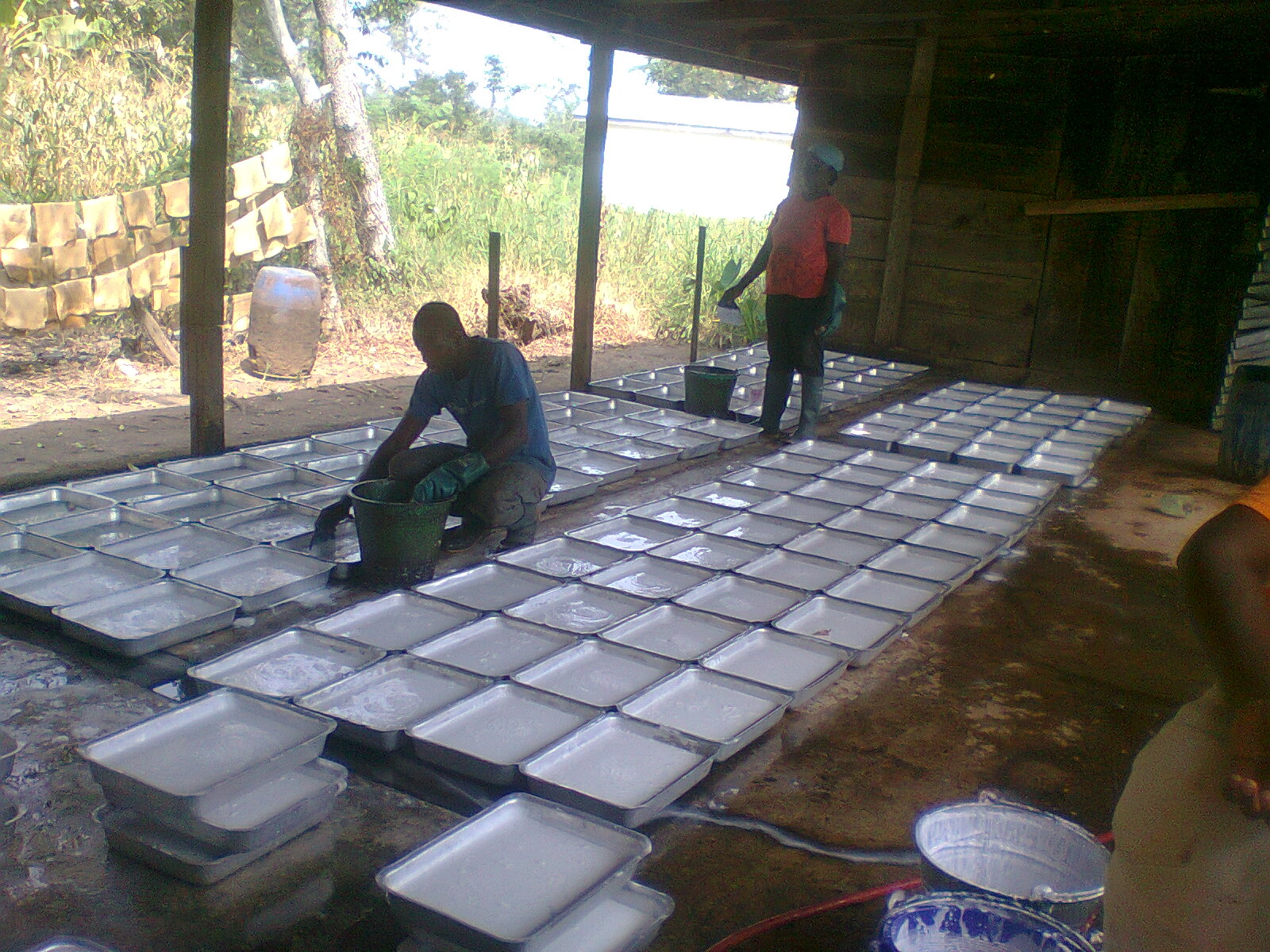
Fabricação de borracha no Centro de Pesquisa Agrícola de Kade
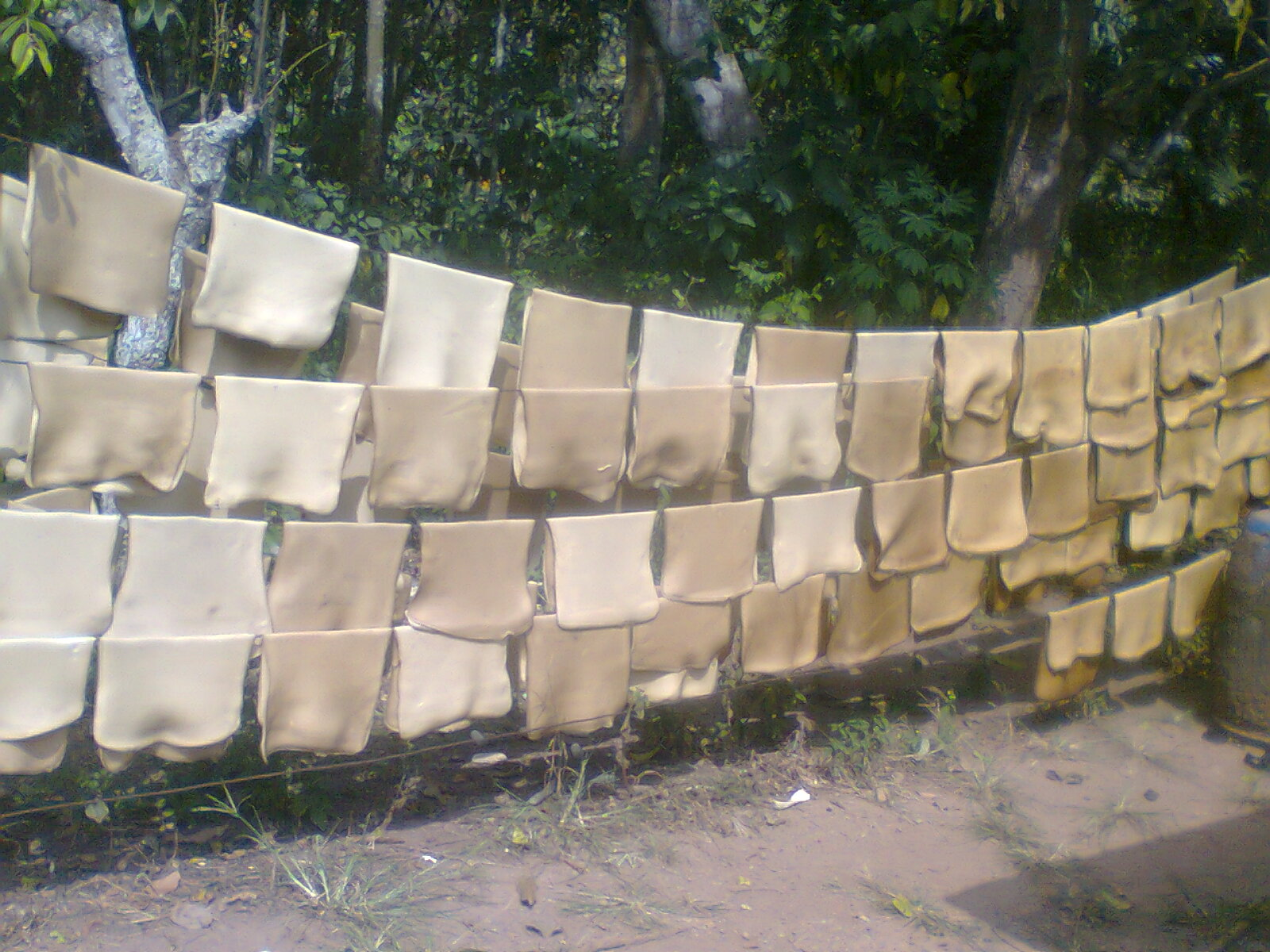
Borracha estendida para secar no Centro de Pesquisa Agrícola de Kade
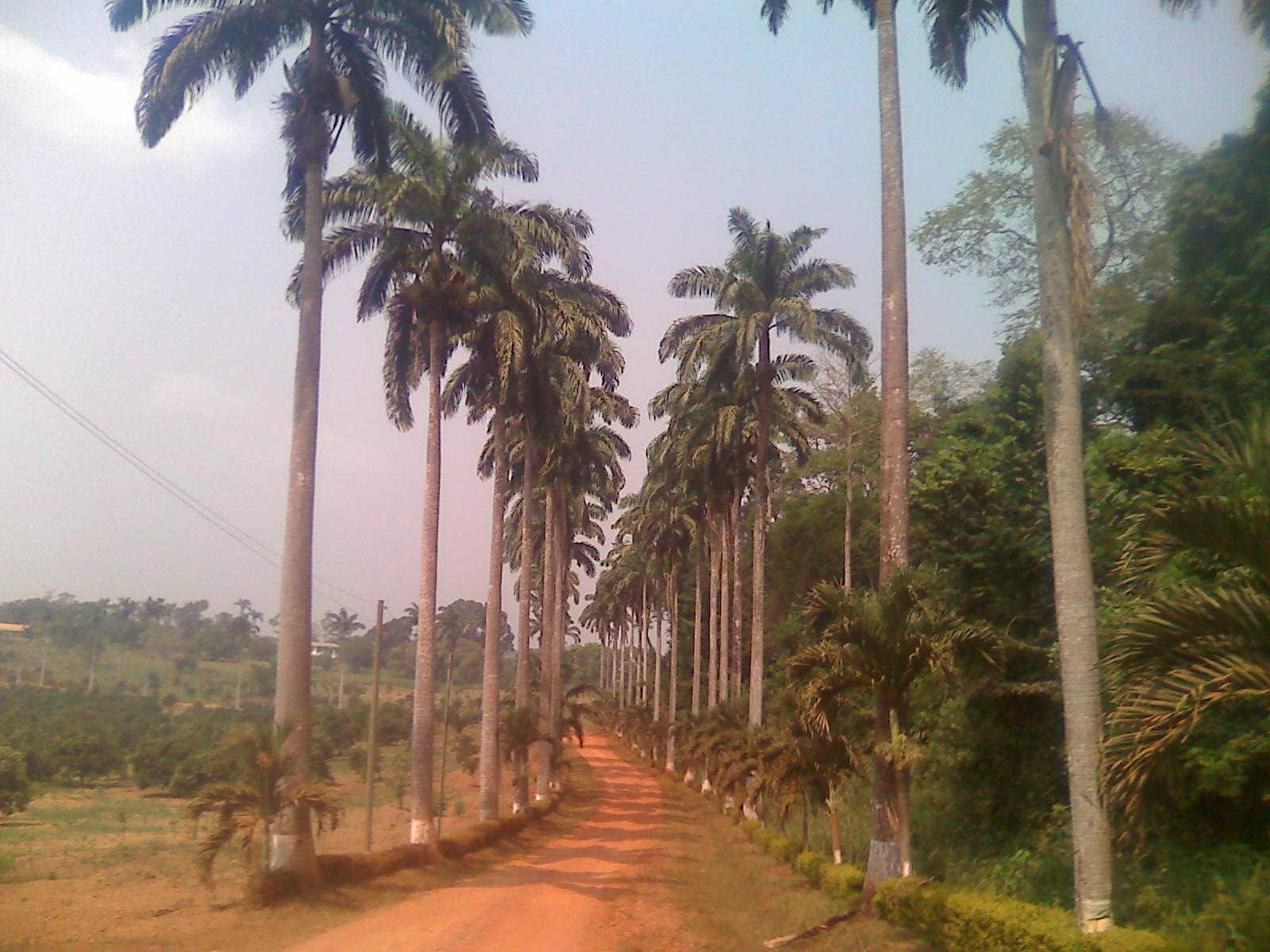
Entrada do Centro de Pesquisa Agrícola de Kade

## Alunos notáveis
Alunos notáveis da Universidade de Gana.
- Nana Akufo-Addo (presidente de Gana, desde 2017)
- John Dramani Mahama (presidente de Gana, 2012-2017)
- John Atta Mills (presidente de Gana, 2009-2012)
- Nana Anima Wiafe-Akenten
- Kwesi Amissah-Arthur (vice-presidente de Gana, 2012-2017)
- Kwesi Botchwey (ministro das finanças de Gana, 1982-1995)
- Kwabena Duffuor (ministro das finanças de Gana, 2009-2013)
- Joyce Aryee (ministra da educação de Gana, 1985-1987)
- Komla Dumor (apresentador da BBC África, 2006-2011)

## Na cultura popular
A universidade já apareceu em vários filmes e anúncios de televisão. A série de televisão Sun City tem muitas cenas da universidade. O nome da universidade também foi mencionado nas letras de artistas em Gana, incluindo "Legon Girls" de Sarkodie, "Klu blofo" de Buk Bak, "Wutatami" de Kwadei e "Four years in Legon" de Okordii.